# Junji Koizumi
Junji Koizumi (Tochigi, 11 januari 1968) is een voormalig Japans voetballer.

## Carrière
Junji Koizumi speelde tussen 1990 en 1997 voor Kawasaki Frontale, Yokohama Flügels en Kawasaki Frontale.